# Ville-en-Sallaz
Ville-en-Sallaz é uma comuna francesa na região administrativa de Auvérnia-Ródano-Alpes, no departamento da Alta Saboia. Estende-se por uma área de 3.37 km². Em 2010 a comuna tinha 932 habitantes (densidade: 276,6 hab./km²).